# Diedrichshagen (Weitenhagen)
Diedrichshagen ist ein Ortsteil der Gemeinde Weitenhagen und eine ehemalige Gemeinde im Landkreis Vorpommern-Greifswald. Durch die Nähe zur Stadt Greifswald und die günstige Lage konnte der Ort seine Einwohnerzahl seit 1990 fast verdoppeln.

## Geografie
Diedrichshagen liegt rund acht Kilometer südöstlich des Zentrums von Greifswald. Der Ort liegt auf einer leicht welligen Fläche von 12 bis 34 Meter über NHN.
Diedrichshagen befindet sich im Bereich der Lehmplatten des vorpommerschen Flachlandes. Auf einem mehrschichtigen Grund aus Mergel mit zwischengelagerten Sanden wurden am Ende der Eiszeit von abschmelzenden Gletschern nochmals zwei bis acht Meter mächtige Sandschichten abgelagert (Teile der sogenannten Franzburger Staffel). Örtlich hinterließ abfließendes Schmelzwasser südwärts gerichtete Rinnen, die später vermoorten (heute Grünland oder Moorwald).
Landwirtschaftsflächen und Wald nehmen heute annähernd gleich große Teile des Gemeindegebietes ein. Die meisten Waldflächen waren vom Mittelalter bis zum Beginn des 19. Jahrhunderts gerodet und erst danach wieder aufgeforstet worden, einige Bereiche (z. B. südlich von Guest) haben jedoch immer Wald getragen.

## Geschichte
Diedrichshagen wurde 1271 erstmals als thom Diderichshagen urkundlich erwähnt, als Herzog Barnim I. dem Kloster Eldena den Besitz von sechs Hufen in diesem Ort bestätigt. Wahrscheinlich bestätigt er damit ein Geschenk von Graf Konrad von Gützkow an das Kloster. Aus der Folgezeit sind zudem die Bezeichnungen Dyetricheshagen (1280), Diderikeshaghen (1285), Dyderykeshaghen (1347), Diderkeshaghen (1462) und 1630 schließlich erstmals Diedrichshagen belegt.
Der Ort ist eine typische deutsche Rodungssiedlung. Der Name geht, wie bei vielen anderen Orten auch, auf den Gründer der Siedlung (den Lokator) während der deutschen Ostexpansion zurück.
1275 und 1280 erhielt das Kloster weitere zwei Hufen von den von Behr, damit hatte das Kloster insgesamt lt. einer Urkunde von Bischof Hermann schon 17 Hufen aus Dietrichshagen. 1282 kam ein weiteres Geschenk mit vier Hufen und 1320 mit zehn Hufen der Grafen von Gützkow aus Dietrichshagen für das Kloster hinzu.
Das Dorf gehörte zum Kloster „Hilda“ (Kloster Eldena), es richtete im Ort ein landwirtschaftliches Vorwerk ein. Nach der Säkularisation von 1534 war es erst herzogliches Domäne, die Herzöge übergaben es dann aber ab 1634 an die Universität Greifswald. Diese verpachtete das Vorwerk, auch Schäferei oder Gut genannt, damit diente es der Finanzierung der Einrichtung.
Diedrichshagen gehörte im 19. Jahrhundert zum Kirchspiel Groß Kiesow. Diedrichshagen hatte 1865 129 Einwohner, im Ort waren eine Schule, 7 Wohnhäuser und 12 Wirtschaftsgebäude. Es wurde auch ein Schafbestand von 1200 Tieren genannt.
Gut Diedrichshagen wurde zwischen dem Ersten und Zweiten Weltkrieg aufgesiedelt. In den 1930er Jahren entstanden so mehrere kleine Bauernwirtschaften.
Die Bodenreform gab es deshalb in Diedrichshagen nur eingeschränkt (Großbauern und NS-Enteignungen sind möglich).
1887/88 wurde nördlich von Diedrichshagen ein städtisches Wasserwerk für Greifswald gebaut; hiernach heißt die nördlichst gelegene Straße der Gemeinde „Am Wasserwerk“. Ein zum Ort gehörendes Forsthaus wurde um 1900 erbaut und befindet sich im Waldgebiet nordöstlich von Diedrichshagen.
Im Ortsteil Diedrichshagen sind die ehemalige Schule (heute Gemeindezentrum) und die Bauernstellen aus den 1930er Jahren gut erhalten. Nach 1990 wurden zwischen diesen Gehöften zahlreiche Häuser verschiedenen Stils gebaut.
Im Ort befindet sich der Hauptsitz des Zweckverbandes Wasser und Abwasser Boddenküste (ZWAB), zuständig für die Gebiete der Ämter Züssow, Landhagen und Lubmin.
Seit 2011 verläuft dicht an Diedrichshagen von Nordost nach Südwest die Erdgasleitung NEL von Lubmin in Richtung Westen.
Mit Wirkung zum 26. Mai 2019 wurde Diedrichshagen in die westlich benachbarte Gemeinde Weitenhagen eingemeindet. Letzter Bürgermeister war Detlef Neumann.

### Ortsgebiet
Nach dem Dreißigjährigen Krieg gehörte dieser Teil Pommerns in den Jahren 1648–1815 zu Schweden und kam danach an Preußen.
Bereits nach 1952 entstanden in beiden Ortsteilen kleine Genossenschaften (LPG), die sich bald zusammenschlossen. Infolge der Bildung immer größerer landwirtschaftlicher Komplexe gehörten die Orte Diedrichshagen und Guest in den 1970er und 1980er Jahren zu den beiden LPG Pflanzenproduktion und Tierproduktion in Groß Kiesow.
Bis in die 1980er Jahre war etwa die Hälfte der Einwohner in der Landwirtschaft beschäftigt, die anderen überwiegend in der nahen Stadt Greifswald. Heute arbeiten nur noch einzelne Personen in der privatisierten Landwirtschaft, die meisten, sofern nicht arbeitslos, pendeln nach Greifswald, einige arbeiten in örtlichen Handels- und Dienstleistungsbetrieben.

## Sehenswürdigkeiten und Kultur
- Nordöstlich von Diedrichshagen am Waldrand liegt ein bronzezeitlicher Schälchenstein. Dieser Kultstein aus Granit hat sechs verschieden große Schälchen, er ist 1,2 m lang, 0,85 m breit und 0,58 m hoch.
- Das Dorfkino Diedrichshagen macht Programmkino als Teil des Mobilen Kinos „Filmklub Güstrow“ und als regionale Vertretung des Landesverbandes Filmkommunikation Mecklenburg-Vorpommern.[9]

## Wirtschaft und Infrastruktur
Der Ort ist überwiegend landwirtschaftlich geprägt. Dietrichshagen selbst ist aber Standort von Gewerbebetrieben.

### Verkehr
Durch das Ortsgebiet verläuft die Bundesstraße 109. Die Bundesautobahn 20 ist über die etwa 20 Kilometer entfernte Anschlussstelle Gützkow erreichbar.
Die Bahnstrecke Angermünde–Stralsund tangiert das Gebiet im Westen, der nächste Bahnhof liegt in Greifswald, ein Haltepunkt in Groß Kiesow. Kurz vor Guest zweigt von der Bahnstrecke Berlin–Stralsund die in den 1970er Jahren gebaute Bahnstrecke Schönwalde–Lubmin zum Kernkraftwerk Lubmin ab, der durch das Ortsgebiet verläuft. Seit 1990 wird diese Verbindung nur noch wenig frequentiert, hat aber wegen der Anbindung des neuen Hafens Lubmin (seit 2009) und dem neuen Abzweig zum Vierower Hafen (seit 2012) weiter Bedeutung.
Von 1897 bis 1945 verlief nördlich der B 109 die Strecke der Kleinbahngesellschaft Greifswald-Wolgast (KGW). Diedrichshagen hatte an der heutigen Tankstelle einen Haltepunkt.

## Persönlichkeiten
- Wilfried Krüger (* 1947), Musiker (Hornist)